# إس يزهار
إس يزهار (وهو الاسم الأدبي للكاتب يزهار سميلانسكي) (بالعبرية: יִזְהָר סְמִילַנְסְקִי) (ولد في 27 سبتمبر 1916 – ومات في 21 أغسطس 1916) كاتب وسياسي إسرائيلي.
ويعتبر من أبرز الأقلام في الأدب الإسرائيلي. ومنح جائزة إسرائيل في الأدب في عام 1959. ومنح العديد من الجوائز الأخرى على المستوى الوطني.
وقد عضوا في الكنيست الإسرائيلي من حزب ماباي في الفترة من 1949 إلى 1967 بشكل شبه متواصل.

## حياته
ولد في مدنية رحوفوت من عائلة من الكتاب. كان عمله الأكبر الكاتب الإسرائيلي موشيه سميلانسكي. وأبوه زيف زاس سميلانسكي كان كاتبا أيضا. وبعد الحرب العالمية الأولى انتقلت عائلته إلى تل أبيب حيث التحق يزهار بمدرسة بلفور. وعادة العائلة إلى رحوفوت وهو في سن الحادية عشرة. وبعد الحصول على درجة تعليمية من كلية بيت هاكيريم في القدس، عمل مدرسا في يافنئيل وبن شيمين وهولدا ورحوفوت. وخدم كضابط استخبارات في الجيش الإسرائيلي خلال الحرب العربية الإسرائيلية عام 1948.
تزوج ناعومي وولمان في عام 1942، وأنجبا ثلاثة أطفال يسرائيل وهيلا وزائيف.

## مسيرته الأدبية
في الفترة من نهاية الثلاثينات حتى الخمسينات نشر يزهار روايات قصيرة، منها: «إفرايم يعود إلى ألفالفا» – «على حافة النقب» – «الغابة على التل» – «ليلة بلا إطلاق نار» – «رحلة إلى شواطئ المساء» – «قافلة منتصف الليل». كما نشر العديد من مجموعات القصص القصيرة.
استخدم الاسم المستعار إس يزهار، والذي منحه إياه الشاعر والمحرر يتسحاق لامدان، حيث نشر في عام 1938 أول قصة قصيرة ليزهار بعنوان «إفرايم يعود إلى ألفالفا» في صحيفته الأدبية «غاليونز». ومنذ ذلك الوقت استخدم يزهار ذلك الاسم في جميع أعماله.
في عام 1949 نشر رواية «خربة خزعة» والتي تصور قرية خيالية بهذا الاسم، وطرد العرب الفلسطينيين منها على يد قوات الجيش الإسرائيلي خلال حرب عام 1948. وأصبحت كتابا رائجا في عام 1964 وأدخل في مناهج المدارس الثانوية. وفي عام 1978 نشر جدل بعد تحويل الرواية إلى فيلم من إخراج رام لوفي وبث على التلفزيون الإسرائيلي. ويقول المؤرخ شابيرا أنه رغم نشر رواية يزهار بعقود قبل أن ينشر بيني موريس كتابه «ولادة مشكلة اللاجئين الفلسطينين 1947 – 1949» فإن بيني يصف نفسه بأنه «الشخص الذي كشف الخطيئة الأصلية لدولة إسرائيل».
وفي نهاية عقد الخمسينات نشر عمله الضخم «أيام تسيكلاج»، في جزأين وأكثر من ألف صفحة. وكان لهذا العمل تأثيرا قويا على تغيير شكل النثر العبري من جانب، وتغيير أدب الحرب من جانب آخر.
ورغم أن يزهار بقي في نظر الرأي العام شخصية مثيرة للجدل، إلا أنه كسر الصمت الأدبي المستمر لعقود في عام 1992 بنشر روايته "مقدمات". وتبعه بنشر خمس أعمال نثيرة وعدد من مجموعات القصص القصيرة منهم "على البحر"، "جانبا"، مالكولميا الجميلة". وكان آخر أعماله "اكتشاف إلياهو" يدور في فترة حرب يوم كيبور ونشرت عام 1999، وحولت لاحقا لمسرحية. وفازت المسرحية بالجائزة الأولى في مهرجان عكا للمسرح الإسرائيلي البديل في عام 2001.
وكتب يزهار قصصا للأطفال أدمج فيها موضوعات من شبابه، كما في قصة «في أوران وأنجي» التي تدور حول الزراعة الإسرائيلية لفواكه الحمضيات. وقصة «عربة العم موشيه» وهو مذكرات عن شخصية عمه الأكبر «موشيه سميلانسكي».

## مهنته الأكاديمية
كان يزهار بروفيسورا للتعليم في الجامعة العبرية في القدس. وكان في عامي 1986 و1987 كاتبا زائراً في مركز الدراسات اليهودية في جامعة هارفارد. وكان محاضرا في كلية ليفنسكي في تل أبيب حتى أواخر التسعينات.

## مسيرته السياسية
انتخب في الكنيست الأول في عام 1949، وبقي عضوا فيه حتى انتخابات عام 1955. وعاد إلى الكنيست في أوكتوبر 1956 بديلا عن أهارون بيكر. وفي عام 1965 انشق وانضم لحرب ديفيد بن غوريون الجديد «رافي»، لكنه استقال من الكنيست في 20 فبراير 1967. ثم انضم للقائمة الوطنية الجديدة التابعة لبن غوريون، وأدرج في المركز رقم 120 على قائمته لانتخابات عام 1969.

## أسلوبه الأدبي
تأثرت كتاباته الأولى بالكاتب أوري نيسان غنيسين. وتظهر بوضوح معرفته بالجيولوجيا والمناخ والنباتات في وصفه للطبيعة وتأكيده في العلاقة بين الإنسان والمكان. وأسلوبه متفرد في استخدام اللغة. عباراته طويلة ويمزج بين لغة الشارع واللغة القصيحة، ويجذب القارئ إلى تيار اللاوعي لدى الشخصيات.

## جوائز
- 1959 – حصل على جائزة إسرائيل في الأدب.[8]

- 1959 – جائزة برينر في الأدب.

- 1960 – جائزة لامدان في أدب الأطفال.

- 1991 – جائزة بياليك في الأدب.[17]

- 2002 – جائزة إيميت للفنون والعلوم والثقافة.

- حصل على جائزة ديفيد بن غوريون.